# Samurai 7
Samurai 7 é uma série de animação japonesa (anime) com 26 episódios, produzida pelos estúdios GONZO e baseada no filme "Os Sete Samurais", de Akira Kurosawa.
A versão em mangá foi publicada no Brasil pela Editora JBC em coleção de 2 volumes .

## História
A vila Kanna fica no interior do Japão e apenas possui plantadores de arroz. Tudo na vila é feito para que tenham êxito na plantação do cereal. Mas tudo começa a dar errado quando bandidos aparecem nas épocas de colheita e roubam a produção do ano com suas máquinas gigantescas e armamento bélico pesado. Como se já não fosse o suficiente, ainda levam as mulheres e crianças da vila. Cansados de tudo, o ancião da vila decide que algumas pessoas irão para a cidade procurar a ajuda de um samurai para derrotar os bandidos. Os que vão para a cidade, com apenas um saco de arroz para oferecer ao samurai que procuram, são: Kirara, a sacerdotisa da água, responsável por procurar locais bons para plantar com a ajuda de seu amuleto; Rikichi, um dos camponeses que teve sua mulher raptada pelos bandidos e, por fim, Komachi, a irmãzinha menor de Kirara que sempre está alegre.
Mas na cidade a procura pelos samurais não é fácil. Dos poucos ainda existentes, nenhum quer se candidatar a lutar recebendo apenas arroz como pagamento. Até que Kirara vê um tumulto ser desfeito por um samurai de vestes brancas e cabelo comprido, Kambei Shimada, e decide que ele será o samurai que a ajudará. No meio do tumulto, a garota conhece Kikuchiyo, um samurai com corpo de metal; e Katsushiro, um samurai que, segundo Kirara, não possui cheiro de batalha. Depois de algumas perseguições do governo da cidade, Kirara é salva por Kambei e este decide ajudar a garota. Mas, segundo o samurai, apenas um não é suficiente para derrotar os bandidos, são necessários mais seis. Então, começa a busca por eles para salvar a vila de Kanna.
Além do próprio Kambei, Kikuchiyo e Katsushiro, unem-se ao grupo o artista Gorobei, o cortador de lenha Heihachi, o velho amigo de Kambei conhecido como Shichiroji e, por fim, o rival do samurai de vestes brancas, cujo nome é Kyuzo. A ida para vila Kanna é muito difícil por causa de várias perseguições, mas o grupo finalmente chega ao seu destino.
A batalha contra os bandidos exige uma mobilização de toda a vila, tornando necessário ensinar aos camponeses como manejar em armas para a grande guerra contra os meliantes. A guerra é dura e gera algumas baixas (leia-se “mortes”) no grupo dos heróis. Mas ainda não é o fim, pois eles precisam ir a capital para destruir o tirano responsável por tudo. Será que os samurais conseguirão resgatar todos os raptados e trazer paz a vila Kanna e todas as outras?

## Personagens
- Katsushiro :

Um jovem samurai que tem muito receio de matar e lutar, o que o torna inseguro e retraído, tornando-o fraco no começo da série. Katsushiro é um samurai jovem, por isso não participou da grande guerra samurai da qual os outros participaram e devido a isso ele não tem o "cheiro de batalha" detectável por Kirara (requisito fundamental para a missão de Kanna). Mas mesmo assim, e devido ao seu bom coração, ele decide ajudar os camponeses. Assim que vê Kambei em ação fica muito impressionado e decide tomá-lo como mestre e exemplo (mesmo sem a aprovação de Kambei). Devido à sua "inocência" o jovem guerreiro ainda vê a vida de um samurai de uma forma "romântica" com ideais "poéticos" porém pouco práticos. No decorrer da série, Kambei passa a respeitá-lo e o relacionamento dos dois toma forma de algo que lembra o de pai e filho, (Kambei chama sua atenção dá lições sobre a vida e eles até brigam em certo momento, como uma briga de um pai com um filho adolescente!). No começo "Katsu", como Komachi o chama, não faz nada demais e só atrapalha, porém ele vai seguindo os passos de Kambei e torna-se um forte lutador e aprende até a fazer planos (como o de se infiltrar numa fortaleza disfarçado), ocasião na qual ele é comparado a Kambei. Ele respeita muito seus colegas samurais e em certo momento passa a admirar muito Kyuzo depois de ver como este é habilidoso. Katsu é o personagem que apresenta maior crescimento na série tanto nas habilidades de batalha como em sua psicologia. Após alguns incidentes (como o fato de matar pela primeira vez), e sob o aconselhamento de seu mestre, ele vai amadurecendo e suas habilidades dormentes vão despertando chegando ao ponto de rebater com a espada tiros de canhão de energia e derrotar sozinho vários samurais-robo gigantes. Indo de um garoto bobo a um guerreiro confiável, ele vai aprendendo como realmente é a vida de um samurai.
- Kambei Shimada :

Um sábio e poderoso samurai, que durante a grande guerra samurai foi comandante de tropas e travou muitas batalhas ao lado de seu companheiro Shichiroji, a quem muito estima. Depois da guerra, ficou vagando a procura de um objetivo, até encontrar Kirara. No começo ele reluta em aceitar ajudar a camponesa e sua vila, mas depois a moça consegue comovê-lo e ele aceita, tornando-se o comandante dos samurais que vão a Kanna. Kambei é um homem sério e calejado pela vida, não se impressiona fácil e demonstra claramente saber muito bem o que está fazendo. Ele é um hábil estrategista, consegue planejar bem suas ações e sair bem sucedido mesmo que a situação indique o contrário. Ele tem boa prestidigitação e conhece truques úteis (como abrir fechaduras e cadeados com um grampo de cabelo). É também um mestre na arte da espada: tem bons reflexos e domina técnicas poderosas (pode retalhar um enorme portão de metal sem muito esforço e elimina vários samurais-robô gigantes). Suas habilidades impressionam Katsushiro, intrigam Kyuzo (que o considera um rival) e geram respeito nos demais. Kambei mostra-se um ótimo comandante capaz de organizar um vilarejo de homens assustados e deixá-los eficientes como soldados. Ele é sempre calmo e objetivo mostrando-se muito experiente e coeso, mostra sensibilidade e dá bons conselhos. Com sua perícia em combate e seu ótimo planejamento consegue fazer coisas impressionantes. Curiosamente ele diz ter perdido todas as batalhas que travou, incluindo a vitória de Kanna sobre os Nobuseri e o resgate bem sucedido das mulheres da vila, o que mostra que o sentido dele sobre vitória vai além de ganhar ou perder uma luta, e mesmo tendo levado a vila à vitória, os reais vencedores são os camponeses que tomaram atitude e agora estão livres.
- Kirara :

A sacerdotisa da água que ajuda na colheita da vila Kanna. É ela que sai da vila e decide procurar samurais para derrotarem os bandidos. É muito corajosa e determinada. Também é uma moça jovem e muito bonita, cai nas graças de Katsushiro e também de Ukyo, filho do magistrado de Kogakyo (o que gera muitos problemas). Ela tem um coração bom e um forte interior que consegue impressionar até os poderosos samurais. É uma boa moça, é prestativa e gosta muito de ler (ela tem vários pergaminhos em casa). Consegue usar o cristal da vila para detectar o "cheiro de batalha" nas pessoas qualificando-as como apropriadas ou não para as necessidades da vila Kanna, e também pode antecipar certos fatos da natureza e acontecimentos incluindo a morte de alguém por exemplo. Ela demonstra um desenvolvimento emocional curioso ao longo da série e quando conhece kirai logo se tornam amigas inseparáveis.
- Komachi :

É a irmã mais nova de Kirara. Está sempre alegre e feliz e seu maior desejo é ser uma poderosa sacerdotisa, seguindo os passos de Kirara. De cara se dá muito bem Kikuchiyo e o apelida de "Tio Kiko". Ao final de cada episódio ela escreve uma carta para sua amiga "Okara" no vilarejo, o que serve como resumo do que aconteceu. É uma criança doce e tagarela!!
- Kikuchiyo :

Um grande samurai de metal; é barulhento, falador e tem um grande coração. Na verdade Kikushiyo nasceu camponês, o que significa que não é um samurai legítimo (já que o título é hereditário), mas isso não o impediu de correr atrás de seus ideais e segundo ele próprio diz: tornou-se samurai porque queria uma vida melhor. "Tio Kiko", como Komachi o chama, é uma espécie de samurai ciborgue, externamente seu corpo parece ser todo robótico podendo inclusive ter seus membros e até mesmo a cabeça cortada fora (o que acontece várias vezes), mas mesmo assim ele não morre e ainda pode controlar o corpo mesmo sem a cabeça, podendo depois juntar-se de novo (o que parece ser fácil para ele). Mesmo com essas características robóticas o enorme samurai precisa se alimentar como uma pessoa normal (o que sugere que ele tem partes humanas por dentro) e com frequência é visto devorando uma tigela de arroz por um compartimento aberto em sua máscara de metal que lhe cobre todo o rosto. Sua personalidade é infantil e abobalhada, não é nada discreto e adora falar alto e contar vantagem (mesmo que não tenha motivo), chegou inclusive a arrumar, não se sabe de onde, uma árvore genealógica falsa para legitimar (sem êxito) sua posição, muitas vezes age como criança e é responsável pelas cenas mais engraçadas do anime. Ao contrario dos demais não parece ter grande maestria com a espada, suas habilidades se baseiam em força bruta e ataques diretos. Ele demonstra ter uma força descomunal, carrega uma espada enorme e corta árvores e paredes com apenas um golpe. Apesar dessas características muitas vezes hilárias, Kikushiyo tem um grande coração, é muito altruísta e quando a coisa é séria se dedica de corpo e alma ao objetivo sem se importar com sua própria vida. Ele acha um absurdo judiar dos fracos (o que ele sentia na pele quando era camponês) e faz tudo que pode para ajudar os indefesos.
- Rikichi :.

Um camponês da vila Kanna que tem um grande ódio pelas máquinas-samurai.É um homem bom e compreensivo. É um pouco medroso e muito gentil. Ele detesta os "Nobuseri", e em certo momento até insiste para que os samurais os matem, mesmo sendo num momento em que não podiam lutar. Depois de acalmado, desabafa e explica o porque de tanto rancor: Sua esposa foi sequestrada pelos "Nobuseri". No início ele só tremia ao ver um inimigo, mas ao ver os samurais em ação acaba ganhando coragem e até o desejo de acabar com pelo menos um nobuseri com suas próprias mãos. Com isso ele é escolhido para disparar a balesta gigante feita por Heihachi e consegue derrubar uma nave Nobuseri. Depois, ele e outros aldeões fazem um canhão usando uma arma deixada por um Nobuseri abatido. Na batalha sua participação é pequena, mas ele consegue o que quer.
- Kyuzo :

Característico por ser loiro e usar um sobretudo vermelho. É frio, calado,introvertido e concentrado. No começo da história era o guarda-costas do magistrado da cidade de Kogakyo e portanto inimigo de Kanna. Chegou a ser enviado para eliminar o grupo de camponeses e samurais que estavam se juntando para ir a Vila Kanna. Nessa ocasião teve um duelo com Kambei Shimada, que não foi concluído, porém foi o bastante para mexer com as ideias do calado Kyuzo reacendendo nele os ideais de um samurai. Mais tarde, durante uma outra batalha, ao observar os defensores de Kanna, o frio guerreiro os salva da armadilha e decide se juntar a eles acreditando que seria o modo de vida correto para um samurai, desse modo o outrora inimigo se une ao grupo formando os sete samurais. Kyuzo é um samurai experiente, poderoso e mortal, demonstra sempre muita habilidade. Alguns fãs acham que é o mais forte entre os sete (fato não confirmado). Ele usa a difícil arte das espadas duplas e luta com grande rapidez e ferocidade, retalhando qualquer um que entre em seu caminho. Depois do primeiro embate, ele se oferece para espionar o grupo remanescente de "Nobuseri" e consegue voltar a Kanna ileso e ainda trazendo um armamento (tirado a força de um Nobuseri!), o que impressiona principalmente o jovem Katsushiro. Kyuzo tem uma certa rivalidade (naõ recíproca) com Kambei e deixa claro que pretende terminar o duelo que ambos começaram no passado, porém essa rivalidade encobre uma certa admiração e respeito pelo companheiro, o que se mostra quando Kambei deixa a Vila Kanna, Kyuzo o segue de longe e elimina com facilidade (e sem ninguém saber) um capanga do magistrado contratado para pegar Kambei, dando a entender que só ele tem o direito de enfrentar seu "rival". O calado samurai tem um importante papel na história e passa de um terrível inimigo a um poderoso aliado.
- Heihachi :

É um grande engenheiro, sabe muito sobre máquinas, naves e armas. Durante a grande guerra passou a maior parte do tempo com o corpo de engenharia. Apesar da aparência ele também é um ótimo espadachim e como os demais consegue retalhar samurais robôs e máquinas com grande facilidade. Ele é tão bom que consegue cortar troncos de lenha com tamanha precisão que pode fazer palitinhos e espetos usando apenas uns poucos golpes. Antes de se juntar aos outros seis samurais era assim que ele ganhava a vida. Geralmente ele recebe a missão de cuidar do maquinário, deixando a ação para os demais, por isso ele mostra suas habilidades menos que os outros, dando a errada impressão de que é mais fraco, o que é um grande erro. Ele é sempre calmo e sorridente, tem um jeito malandro de ser, sabe lidar com cada pessoa de modo apropriado fazendo amizades e convencendo as pessoas a aceitarem as suas propostas, sempre usando de sutileza e palavras inteligentes consegue até mesmo apaziguar brigas. A única coisa que o deixa realmente nervoso e até fora de si é a traição, ele simplesmente não tolera tal ato e acredita que o único jeito de lidar com traidores é eliminando-os. Tal característica se explica devido a um trauma do passado, quando ainda era soldado ele foi capturado e, depois de torturado, deu informações que levaram a morte todos os seus companheiros de farda fazendo dele o único sobrevivente de seu pelotão. Heihachi se sentiu tão mal que passou a rejeitar severamente todo e qualquer ato de traição.
- Gorobei Katayama :

Mais um samurai veterano. Depois da guerra Gorobei passou a ganhar a vida como artista itinerante fazendo acrobacias, mágicas e truques muitas vezes em troca de um simples almoço. É incrivelmente ágil, e usando de acrobacias e destreza pode se esquivar ou mesmo pegar com as mãos flechas, dardos ou qualquer projétil lançado contra ele. Também domina muito bem a arte da espada, acabando com qualquer inimigo que lute contra ele. É um homem engraçado e realmente um bom artista que possui ótima prestidigitação.
- Shichiroji :

É músico, cantor e segurança da casa de gueixas e "boate" onde vive. Tem um caso amoroso com a chefe da casa, uma gueixa jovem e muito bela. Tem um jeito suave de lidar com as pessoas e também um jeito de ser astuto, mas sutil. Ele é o melhor amigo de Kambei Shimada e como o próprio Kambei disse: a única pessoa em que ele pode confiar. Durante a guerra Shichiroji era o segundo em comando de Kambei e também seu braço direito. Shichiroji é o único do grupo a usar uma arma diferente: enquanto os outros usam uma variedade de espadas, ele usa a arte da lança, mas não uma lança qualquer; a de Shichiroji é retrátil e a lâmina (que tem um formato singular) fica contida dentro do cabo que também diminui um pouco de tamanho. Quando não está em batalha a lança parece um bastão ou um tubo comum, mas na hora do combate o samurai a faz tomar sua forma original. Shichiroji é um poderoso lutador e com sua arma pode derrotar vários oponentes de uma só vez. Com sua perícia além de saltar e desferir potentes ataques ele também pode arremessar a lança acabando com inimigos a certa distância sem que eles tenham chance revidar ou ainda cortando a fuga deles. O samurai tem um antebraço mecânico, uma "lembrança" dos seus tempos de guerra, mas de forma engenhosa ele acoplou uma corda e um gancho que pode ser usada de forma útil tanto para escalar ou pular de um lugar para outro tornando-se uma boa rota de fuga. Ele foi parar na "okiya", ou casa de gueixas, depois de ser encontrado inconsciente numa cápsula de fuga pela dona da casa. Enquanto se recuperava, ele a bela gueixa passaram a compartilhar uma forte ternura, o que o fez permanecer na casa mesmo depois de são. Na casa ele é muito bem tratado e faz diversos serviços incluindo expulsar bêbados encrenqueiros. Devido ao modo como foi encontrado, ganhou o apelido de "Momotaro" (o personagem de uma fábula japonesa). Shichiroji parece ser um tipo de arquiteto militar, ele faz mapas, coloca armadilhas em locais estratégicos e a pedido de kambei organiza toda a defesa da vila Kanna de modo organizado e eficiente tornando-a um forte. Depois da batalha, ele fica com Heihachi para reconstruir a vila, dando a entender que é um arquiteto completo, útil em tempos de guerra como também na paz.
- Ukyo :

É o filho do magistrado de Kogakyo. No começo da estória é apenas um garoto rico e mimado, que detesta samurais robóticos, acostumado a ter tudo o que quer. Apesar de ter alguns "trejeitos um tanto afeminados", ele gosta muito da companhia de belas mulheres e tem algumas que o acompanham sempre, quando gosta de alguma moça ele a leva para viver com ele e as outras em sua luxuosa residência, mesmo que tenha que sequestrá-la para isso. Foi o que houve com a sacerdotisa Kirara da vila Kanna, quando Ukyo a viu pela primeira vez se encantou com ela passando a chamá-la de "minha jóia" e rapidamente a convidou para ir embora com ele, no começo ele foi gentil dando-lhe flores e usando palavras gentis e belas "cantadas" para conquistá-la, mas ele foi severamente rejeitado o que tornou o seu encanto pela bela moça numa obsessão insana. Como não está acostumado a ser rejeitado Ukyo simplesmente decide levá-la à força sequestrando a moça, porém ela escapa e na fuga é salva justamente por Kambei Shimada. Ukyo não se dá por vencido e envia muitos capangas de seu pai para pegar a moça à força e levá-la para ele dando início a muitos problemas para os camponeses de Kanna e seus samurais defensores. Ukyo não demonstra habilidades com a espada, mas é extremamente perigoso, pois é inteligente, bastante astuto e tem muitos recursos. Ele sabe armar seus estratagemas bem e ainda é um mestre em relações públicas sabendo conduzir a opinião popular de acordo com seus objetivos fazendo o povo pensar o que ele quer que pensem (talvez essa a grande habilidade do jovem). Ukyo aparenta ser inofensivo, mas mata um emissário do imperador e deixa uma katana coberta de sangue no local fazendo a culpa do homicídio cair sobre os samurais, o que faz com grande quantidade deles seja presa. Porém como o culpado nunca foi encontrado seu pai foi afastado do cargo de magistrado e Ukyo foi promovido a seu lugar, e uma de suas primeiras ações foi libertar todos os samurais (que foram presos por culpa dele mesmo) ganhando a admiração dos guerreiros. Depois ele vai até as fábricas e promete mudanças aos trabalhadores e em pouco tempo cai nas graças do povo sendo muito bem visto. Pouco depois em certa ocasião ele vai encontrar o Imperador e logo descobrimos que Ukyo é na verdade um clone do monarca e ficamos sabendo um pouco do seu passado. Ukyo foi um dos muitos clones do Imperador, porém ao contrário da maioria ele foi mandado para viver com camponeses e viveu nos campos sendo maltratado pelos Nobuseri como os demais (o que explica porque ele detesta tanto samurais-robôs) até que, por razões desconhecidas, foi adotado pelo magistrado de Kogakyo (sem saber que o garota era clone do Imperador) que lhe ensinou tudo sobre o governo e os negócios. Ukyo foi avaliado pelo próprio Imperador num rigoroso teste de perguntas, onde nenhum dos outros clones jamais havia passado (e as consequências de falhar eram a morte) cujo propósito era averiguar se o rapaz tinha capacidades de um dia suceder o monarca. Ukyo passou no teste facilmente e foi nomeado oficialmente sucessor do monarca, ao mesmo tempo que maquinava secretamente sua nova "ação". Rapidamente ele deu um jeito de matar o Imperador fazendo parecer que este estava abdicando a seu favor, com isso Ukyo numa jogada inteligente se torna o novo Imperador. Mais uma vez Ukyo mostra suas habilidades políticas e numa esperta jogada manda os Nobuseri (que ele detesta) as vilas que estão sendo guardadas por fortes samurais fazendo os samurais-robô terem pesadas baixas, com isso numa só "tacada" Ukyo ganha a confiança do povo, assegura o respeito dos samurais e ainda se vinga dos samurais-máquina que tanto detesta. Apesar de não ser um guerreiro Ukyo é um dos mais perigosos personagens da série, pois sua esperteza, frieza, suas habilidades políticas e capacidade de controlar a opinião popular fazem dele um dos personagens que teve a maior ascensão na série indo de um simples camponês subjugado ao imperador.
- Nobuseri :

Os Nobuseri são enormes samurais-robô cujo corpo foi totalmente recoberto por maquinaria militar dando-lhes a aparência de robôs gigantes samurais. Apesar da aparência todos eles já foram humanos um dia, porém em decorrência da grande guerra eles foram se submetendo a implantes e melhoramentos mecânicos tornando-se cada vez mais máquinas e menos homens. Eles chegaram ao ponto em que seu tamanho tornou-se símbolo de status e nobreza, formando uma hierarquia simples onde os maiores robôs têm autoridade sobre os menores e assim por diante. Agora os Noburesi são uma espécie de clã que atuam como guardas reais do imperador, eles garantem proteção e serviços militares em troça de energia e consertos mecânicos paras as peças que formam seus enormes corpos. Alguns deles ainda falam em valores como honra e lealdade porém outros simplesmente cederam a sua condição e agem apenas por interesse. São eles quem oprimem os camponeses, saqueiam sua colheita e ocasionalmente levam as mulheres (como a esposa do Rikichi) para o Imperador, por causa disso eles são chamados na maioria das vezes de "os bandidos" pelos camponeses que têm muito medo deles.

## Dublagem brasileira
- Kambei - Leonardo Camilo
- Shichiroji - Élcio sodré
- Gorobei Katayama - Wellington Lima
- Komachi - Flora Paulita
- magistrado de Kogakyo - Gilberto Baroli
- Kyuzo - Nestor Chiesse (Ep. 4,apenas) e Alfredo Rollo
- Kirara - Suzy Pereira
- Katsushiro - Rafael Meira
- Kikuchiyo - Faduli Costa

## Músicas
- Tema de Abertura: "Unlimited" - Nanase Aikawa
- Tema de Encerramento: "Fuhen" (Ubiquity) - Rin'